# Tinta
Tinta  (ou Otonngo, Otungou) est une localité du Cameroun située dans le département du Manyu et la Région du Sud-Ouest, à proximité de la frontière avec le Nigeria. Elle fait partie de la commune d'Akwaya et du canton d'Assumbo.

## Population
La localité comptait 547 habitants en 1953, puis 514 en 1967, des Assumbo du clan Okus. À cette date elle disposait d'une école catholique, fondée en 1943, et d'un tribunal coutumier.
Lors du recensement de 2005, on y a dénombré 888 personnes.